# Morinda sarmentosa
Morinda sarmentosa là một loài thực vật có hoa trong họ Thiến thảo. Loài này được Blume mô tả khoa học đầu tiên năm 1826.